# Флориану (Пиауи)

Флориану на карте штата.

Флориану (порт. Floriano) — муниципалитет в Бразилии, входит в штат Пиауи. Составная часть мезорегиона Юго-запад штата Пиауи. Входит в экономико-статистический микрорегион Флориану. Население составляет 57 690 человек на 2010 год. Занимает площадь 3409,649 км². Плотность населения — 16,92 чел./км².

## Демография
Согласно сведениям, собранным в ходе переписи 2010 г. Национальным институтом географии и статистики (IBGE), население муниципалитета составляет:
| Полное население                               | Полное население                               | Полное население                               | Полное население                               | 57 690 |
| ---------------------------------------------- | ---------------------------------------------- | ---------------------------------------------- | ---------------------------------------------- | ------ |
| в том числе:                                   | Городское население                            | 49 970                                         | Процент городского населения, %                | 86,62  |
|                                                | Сельское население                             | 7720                                           | Процент сельского населения, %                 | 13,38  |
|                                                | Мужское население                              | 27 309                                         | Процент мужского населения, %                  | 47,34  |
|                                                | Женское население                              | 30 381                                         | Процент женского населения, %                  | 52,66  |
| Плотность населения, чел/км²                   | Плотность населения, чел/км²                   | Плотность населения, чел/км²                   | Плотность населения, чел/км²                   | 16,92  |
| Население муниципалитета в % к населению штата | Население муниципалитета в % к населению штата | Население муниципалитета в % к населению штата | Население муниципалитета в % к населению штата | 1,85   |

По данным оценки 2016 года, население муниципалитета составляет 58 803 жителя.

## История
Город основан 8 июля 1897 года. 

## Статистика
- Валовой внутренний продукт на 2005 год составляет 253 687 750,00 реалов (данные: Бразильский институт географии и статистики).
- Валовой внутренний продукт на душу населения на 2005 год составляет 4522,87 реалов (данные: Бразильский институт географии и статистики).
- Индекс развития человеческого потенциала на 2000 год составляет 0,762 (данные: Программа развития ООН).